# バマコ
バマコ（バンバラ語: ߓߡߊ߬ߞߐ߬ または Bàmakɔ̌、フラニ語: 𞤄𞤢𞤥𞤢𞤳𞤮 または Bamako）は、マリ共和国の首都。州と同格の特別区である。2022年国勢調査の人口は約423万人。

## 概要
バマコはマリの行政上の中心地である。都市名の「バマコ（Bamakɔ）」とはバンバラ語で「ワニの尾」という意味である。

## 歴史
この都市は、旧石器時代から居住の痕跡が見られる。マリ帝国の時代においては、重要な交易都市であり、イスラーム文化の拠点の一つであったが、19世紀になる頃には衰退していた。この地域は1883年にフランス軍が占領し、1908年にはバマコはフランス領スーダンの首府となった。1960年には都市の人口は16万人であったが、その後、人口は急速に増大している。
2022年、バマコからフランス軍が撤退した。

## 地理
ニジェール川の河岸に位置し、同国内では南西部に位置する。

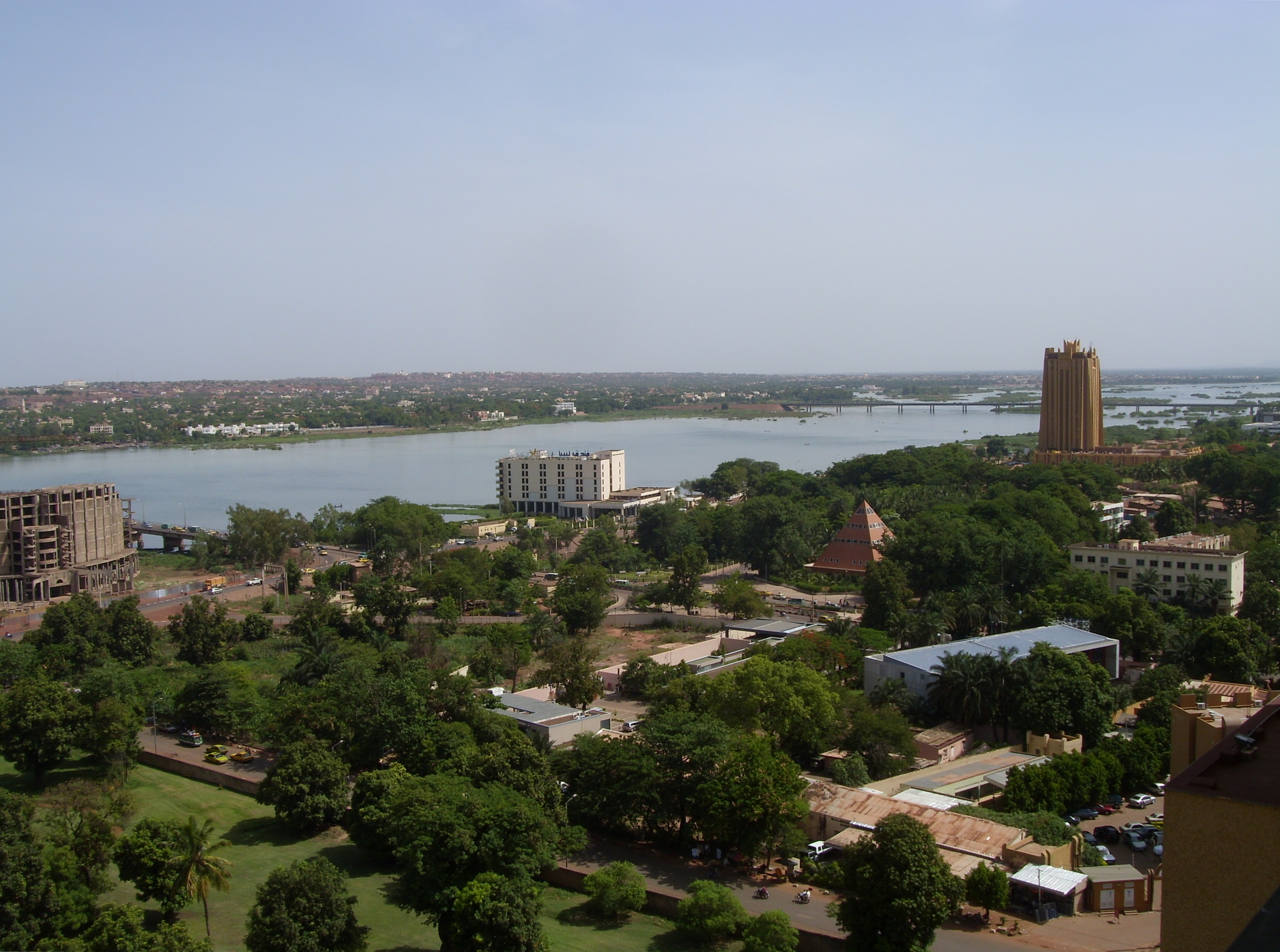
ニジェール川に沿った市街

## 行政区画
バマコ特別区は2023年までは7つのコミューン（Commune）で構成されていたが、2023年3月13日に公布された「バマコ特別区の地位に関する法案（N°2023-005）」によって廃止され、7つの行政区（Arrondissement）から成る単一の自治体に移行した。また、クリコロ州の一部のコミューンがバマコ特別区に編入された。
バマコ特別区には圏と郡は設置されていない。
2023年以降の行政区
- 第1区（Premier Arrondissement）
- 第2区（Deuxième Arrondissement）
- 第3区（Troisième Arrondissement）
- 第4区（Quatrième Arrondissement）
- 第5区（Cinquième Arrondissement）
- 第6区（Sixième Arrondissement）
- 第7区（Septième Arrondissement）

2023年以降の地区（Quartiers）
1 : 2009年国勢調査時はクリコロ州に属していた地区
第1区
- Boulkassoumbougou
- Banconi
- Djelibougou
- Djoumanzana
- Fadjiguila
- Korofina Nord
- Korofina Sud
- Sotuba
- Sangarébougou 1
- Sarambougou 1
- Seydoubougou 1
- Dialakorodji 1
- N'Teguedo-Samassébougou 1
- N'téguédo-Sirakoro 1
- Moribabougou 1
- Dogobala 1
- Souleymanebougou 1
- Fombabougou 1
- N'Gabacoro-Droit 1
- Titibougou 1
- Sikoroni

第2区
- Bagadadji
- Bakarybougou
- Bougouba 1
- Hippodrome
- Konébougou 1
- Medina-Coura
- Missira
- N'Gomi（Defina1）
- Niarela
- Quinzambougou
- Sans-Fils
- Zone Industrielle

第3区
- Badialan I
- Badialan II
- Badialan III
- Bamako-Coura
- Bamako-Coura Bolibana
- Centre Commercial
- Darsalam
- Dravela
- Dravela Bolibana
- Kodabougou
- Koulouba
- Niomirambougou
- N'Tomikorobougou
- Ouolofobougou
- Ouolofobougou Bolibana
- Point G
- Same
- Sirakoro-Dounfing
- Koulouniko
- Sogonafing
- Sanankoro
- Diagoni

第4区
- Hamdallaye,
- Lafiabougou
- Lassa
- Djicoroni Para
- Sébéninkoro
- Sibiribougou
- Kalabanbougou
- Dogodouman 1
- Gringoume 1
- Taliko 1
- Ouezindougou
- Mamaribougou 1
- Kanadjiguila 1
- Kabalabougou 1

第5区
- Bacodjicoroni
- Badalabougou
- Daoudabougou
- Garantiguibougou
- Kalabancoura
- Quartier Mali
- Sabalibougou
- Sema
- Torokorobougou

第6区
- Banankabougou 1
- Dianéguela 1
- Faladié
- Magnambougou
- Niamakoro
- Sénou
- Sogoninko
- Sokorodji
- Yirimadio
- Missabougou
- Diatoula 1
- Niamana 1
- Sirakoro Méguétana 1
- N'Tabacoro 1
- Dramanebougou-Tellem
- Sabalibougou Kourani 1

第7区
- Gouana 1
- Kabala 1
- カラバンコロ 1
- Kouralé 1
- Missala 1
- Missalabougou 1
- N'Golobougou 1

2023年以前のコミューン
- 第1コミューン（英語版）（Commune I）
- 第2コミューン（英語版）（Commune II）
- 第3コミューン（英語版）（Commune III）
- 第4コミューン（英語版）（Commune IV）
- 第5コミューン（英語版）（Commune V）
- 第6コミューン（英語版）（Commune VI）

## 気候
年間を通じ最高気温は30 ℃以上で、3月から5月は平均39 ℃に達する。雨季は6月から9月で月間200mmを超える。12月から3月は雨が全く降らない。
| バマコ (1950–2000)の気候                     | バマコ (1950–2000)の気候 | バマコ (1950–2000)の気候 | バマコ (1950–2000)の気候 | バマコ (1950–2000)の気候 | バマコ (1950–2000)の気候 | バマコ (1950–2000)の気候 | バマコ (1950–2000)の気候 | バマコ (1950–2000)の気候 | バマコ (1950–2000)の気候 | バマコ (1950–2000)の気候 | バマコ (1950–2000)の気候 | バマコ (1950–2000)の気候 | バマコ (1950–2000)の気候 |
| 月                                           | 1月                      | 2月                      | 3月                      | 4月                      | 5月                      | 6月                      | 7月                      | 8月                      | 9月                      | 10月                     | 11月                     | 12月                     | 年                       |
| -------------------------------------------- | ------------------------ | ------------------------ | ------------------------ | ------------------------ | ------------------------ | ------------------------ | ------------------------ | ------------------------ | ------------------------ | ------------------------ | ------------------------ | ------------------------ | ------------------------ |
| 平均最高気温 °C （°F）                       | 33.4 (92.1)              | 36.4 (97.5)              | 38.5 (101.3)             | 39.6 (103.3)             | 38.5 (101.3)             | 35.3 (95.5)              | 32.1 (89.8)              | 31.1 (88)                | 32.2 (90)                | 34.6 (94.3)              | 35.3 (95.5)              | 33.4 (92.1)              | 35.0 (95)                |
| 平均最低気温 °C （°F）                       | 17.0 (62.6)              | 19.9 (67.8)              | 22.9 (73.2)              | 25.2 (77.4)              | 25.4 (77.7)              | 23.6 (74.5)              | 22.2 (72)                | 21.8 (71.2)              | 21.6 (70.9)              | 21.3 (70.3)              | 18.4 (65.1)              | 16.8 (62.2)              | 21.3 (70.3)              |
| 雨量 mm （inch）                             | 0.6 (0.024)              | 0.7 (0.028)              | 2.1 (0.083)              | 19.7 (0.776)             | 54.1 (2.13)              | 132.1 (5.201)            | 224.1 (8.823)            | 290.2 (11.425)           | 195.9 (7.713)            | 66.1 (2.602)             | 5.2 (0.205)              | 0.5 (0.02)               | 991.3 (39.028)           |
| 平均降雨日数 （≥0.1 mm）                     | 0.2                      | 0.2                      | 0.6                      | 3.3                      | 6.3                      | 7.7                      | 16.7                     | 17.9                     | 14.7                     | 5.7                      | 0.3                      | 0.1                      | 73.7                     |
| 平均月間日照時間                             | 275.9                    | 254.3                    | 266.6                    | 231.0                    | 241.8                    | 234.0                    | 217.0                    | 217.0                    | 222.0                    | 254.2                    | 270.0                    | 269.7                    | 2,953.5                  |
| 出典1：World Meteorological Organization     |                          |                          |                          |                          |                          |                          |                          |                          |                          |                          |                          |                          |                          |
| 出典2：Hong Kong Observatory (sun 1961–1990) |                          |                          |                          |                          |                          |                          |                          |                          |                          |                          |                          |                          |                          |

## 経済
河港と通じた商業交易上の結節点でもある。取引商品には織物、肉製品、金属加工品などが多い。また、ニジェール川では漁業が盛んである。

## 交通

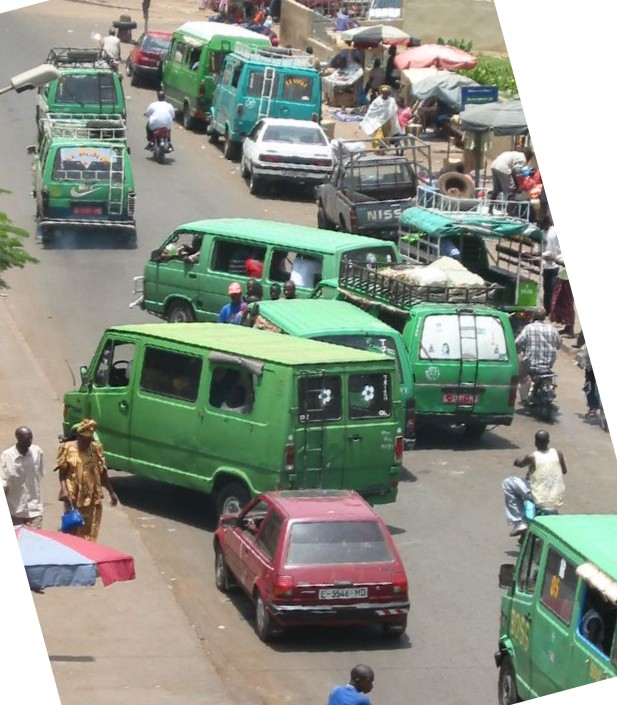
ソトラマで込み合う市内

### 空港
同国最大の空港であるバマコ・セヌー国際空港が市内から15kmのところにある。

### 鉄道
クリコロとダカールを結ぶ鉄道（ダカール・ニジェール鉄道）が通っている。

### 市内交通
市内ではソトラマと呼ばれる個人営業のバン型乗合タクシーが公共交通機関の役割を果たす。

### 港湾
ニジェール川の水運を担う河港があり、クリコロ、モプティ、ガオまで航行が可能。

## 施設
バマコの主な建造物としてはBCEAOタワー（Tour BCEAO）、バマコ・グランド・モスク（Bamako Grand Mosque）、ファハド王橋（the Pont du Roi Fahd）などがある。娯楽・教養施設としては、マリ国立博物館、クソクンダ博物館、バマコ博物館、バマコ動物園、バマコ植物園、ポイントG丘や洞穴壁画などがある。

## 教育
- バマコ大学（英語版）

## 出身人物
- ジャン・ティガナ - サッカー選手
- ウスビ・サコ - 社会学者、京都精華大学学長
- スレイマン・シセ - 映画監督
- ウスマン・シセ - プロバスケットボール選手、マリ代表、元NBA選手
- アヤ・ナカムラ - アフロ・トラップ歌手

## 姉妹都市
- アンジェ,フランス,1974年
- ロチェスター,アメリカ合衆国,1975年
- サンパウロ, ブラジル
- シニャール, インドネシア
- ダカール,セネガル
- ボボ・ディウラッソ, ブルキナファソ
- ライプツィヒ, ドイツ